# جيسي فوربس
جيسي فوربس (بالإنجليزية: Jesse Forbes) هو مصارع هاوي أمريكي، ولد في 24 أكتوبر 1984 في بورتلاند في الولايات المتحدة.

## وصلات خارجية
- جيسي فوربس على موقع يو إف سي (الإنجليزية)
- جيسي فوربس على موقع شيردوغ (الإنجليزية)
- جيسي فوربس على موقع IMDb (الإنجليزية)